# فرودگاه بن اسلیمان
فرودگاه بن اسلیمان (به انگلیسی: Ben Slimane Airport) یک فرودگاه همگانی است که یک باند فرود آسفالت دارد و طول باند آن ۳۰۷۴ متر است. این فرودگاه در کشور مراکش قرار دارد و در ارتفاع ۱۹۱ متری از سطح دریا واقع شده‌است.